# María Luisa de Borbón y Vallabriga
María Luisa Fernanda de Borbón y Vallabriga (Velada, 6 de juny de 1783-Madrid, 1 de desembre de 1846) va ser una aristòcrata espanyola, duquessa consort de San Fernando de Quiroga i filla de l'infant Lluís Antoni de Borbó.

## Biografia

### Primers anys
Va néixer a Velada, on els seus pares vivien en un retir forçós a causa de l'aplicació de la Reial Pragmàtica de 1776 sobre matrimonis desiguals. Filla menor del matrimoni morganàtic entre l'infant Lluís Antoni de Borbó i de María Teresa de Vallabriga. Durant els primers anys va viure al palau familiar d'Arenas de San Pedro, però en morir el seu pare, entre 1785 i 1799, per desig de Carles III, ella i la seva germana van residir al convent de San Clemente de Toledo, lluny de la seva mare i sota la tutela del cardenal Lorenzana, on va dedicar-se a estudiar gramàtica, francès i pietat cristiana.

### Restitució del cognom
Amb el casament de la germana el 1797 amb Manuel Godoy, dos anys després ella i els seus germans van recuperar el cognom Borbó i se'ls va atorgar el títol de Grans d'Espanya de primer grau. Gràcies al seu cunyat, el 1802 també obté una pensió anual vitalicia de 10.000 pesos forts i es va instal·lar a Saragossa amb la seva mare, on transcorren uns anys sense sobresalts. El 1806, Godoy va intentar negociar el casament de María Luisa amb el príncep d'Astúries, el futur Ferran VII, però aquest va declinar, perquè creia que era un estratagema de Godoy contra ell.

### Guerra del Francès
Durant la Guerra del Francès, es va instal·lar amb la seva mare a Palma, però a causa de la humitat, va marxar a Cadis a viure amb el seu germà, el cardenal Luis María, arquebisbe de Toledo, que també va ser president de la Regència entre 1813 i 1814. Malgrat que ella no va estar implicada en política, sempre va acompanyar el seu germà, fins i tot hi hagué un rumor de casament entre ella i un destacat cap del bàndol liberal, el comte de Toreno. Després de Cadis, els germans es van traslladar a Madrid i, finalment, a Toledo, on el cardenal va haver de romandre per ordre de Ferran VII, com a càstig pels seus contactes liberals.

### Matrimoni i exili
El 1817, el seu germà la va casar, prèvia aprovació del rei i a l'oratori del Palau Reial, en un moment de millors relacions amb el monarca, amb duc de San Fernando de Quiroga, Joaquín José de Melgarejo, que era també home de confiança del rei, raó per la qual María Luisa es va convertir en una de les dames més distingides de la cort. Malgrat tot, María Luisa va mantenir sempre el contacte per carta amb els seus germans de forma constant. El duc no era partidari de l'absolutisme extrem de Ferran VII i durant el Trienni Liberal va tenir contactes amb els liberals; de retruc, María Luisa també va ser considerada una persona liberal. A causa d'això, ella i el seu marit van haver de fugir amb la caiguda del règim constitucional, el 1823, per temor a les represàlies i es va instal·lar a una cèntrica residència de París, mentre a Espanya els seus béns eren confiscats.

### Darrers anys
Va tornar a Espanya el 1834, després de la mort de Ferran VII, i l'any següent es queda vídua sense haver arribat a tenir descendència. En aquest moment decideix testar a favor de la seva neboda Carlota. Un any abans de la seva mort també va vendre el que restava de la col·lecció de pintura del seu pare a José de Salamanca. Quan va morir va ser enterrada a la capella del palau de Boadilla del Monte, que havia pertangut al seu pare.